# كيم يونغ تشول
كيم يونغ تشول مواليد 30 يونيو 1976 في إنتشون، هو لاعب كرة قدم كوري جنوبي دولي سابق كان يلعب كمدافع. سبق له أن لعب في كأس العالم لكرة القدم مع منتخب بلاده.

## المسيرة الاحترافية

### أندية لعب لها
- نادي سونغنام

## روابط خارجية
- كيم يونغ تشول على موقع الاتحاد الدولي (مؤرشف)  (الإنجليزية)
- كيم يونغ تشول على موقع دوري كوريا الجنوبية (الإنجليزية)
- كيم يونغ تشول على موقع قاعدة بيانات كرة القدم.إي يو (الإنجليزية)
- كيم يونغ تشول على موقع ناشيونال فوتبول تيمز (الإنجليزية)
- كيم يونغ تشول على موقع Soccerway.com (الإنجليزية)
- كيم يونغ تشول على موقع عالم كرة القدم.نت (الإنجليزية)